# Giovanni Drenthe
Giovanni Drenthe (né le 16 février 1990) est un footballeur international surinamien qui joue au poste d'attaquant au Walking Bout Company depuis 2012. Son frère aîné, Royston Drenthe, est quant à lui international néerlandais.

## Biographie

### Équipe nationale
Giovanni Drenthe est convoqué pour la première fois en équipe nationale du Suriname, le 28 octobre 2009, à l'occasion d'un match amical face au Guyana (défaite 0-1). Il participe à la campagne de qualification pour la Coupe du monde 2014 (6 matches joués, 1 but). Il compte 17 capes et 5 buts marqués avec le Suriname.

#### Buts en sélection
| Buts en sélection de Giovanni Drenthe | Buts en sélection de Giovanni Drenthe | Buts en sélection de Giovanni Drenthe             | Buts en sélection de Giovanni Drenthe | Buts en sélection de Giovanni Drenthe | Buts en sélection de Giovanni Drenthe | Buts en sélection de Giovanni Drenthe |
|                                       | Date                                  | Lieu                                              | Adversaire                            | Score                                 | Résultat                              | Compétition                           |
| ------------------------------------- | ------------------------------------- | ------------------------------------------------- | ------------------------------------- | ------------------------------------- | ------------------------------------- | ------------------------------------- |
| 1.                                    | 25 septembre 2011                     | André Kamperveen Stadion, Paramaribo (Suriname)   | Curaçao                               | 2-1                                   | 2-2                                   | Amical                                |
| 2.                                    | 7 octobre 2011                        | Truman Bodden Stadium, George Town (Îles Caïmans) | Îles Caïmans                          | 1-0                                   | 1-0                                   | QCM 2014                              |
| 3.                                    | 13 juillet 2012                       | Trinidad Stadion, Oranjestad (Aruba)              | Bonaire                               | 2-0                                   | 8-0                                   | Amical                                |
| 4.                                    | 5 septembre 2012                      | Stade Georges-Gratiant, Le Lamentin (Martinique)  | Montserrat                            | 5-0                                   | 7-1                                   | CAR 2012                              |
| 5.                                    | 7 septembre 2012                      | Stade Georges-Gratiant, Le Lamentin (Martinique)  | Îles Vierges britanniques             | 2-0                                   | 4-0                                   | CAR 2012                              |

NB : Les scores sont affichés sans tenir compte du sens conventionnel en cas de match à l'extérieur (Suriname-Adversaire)

## Palmarès

### En club
- Walking Bout Company :
  - Vainqueur de la Coupe du Suriname en 2013.